# 東京体育館

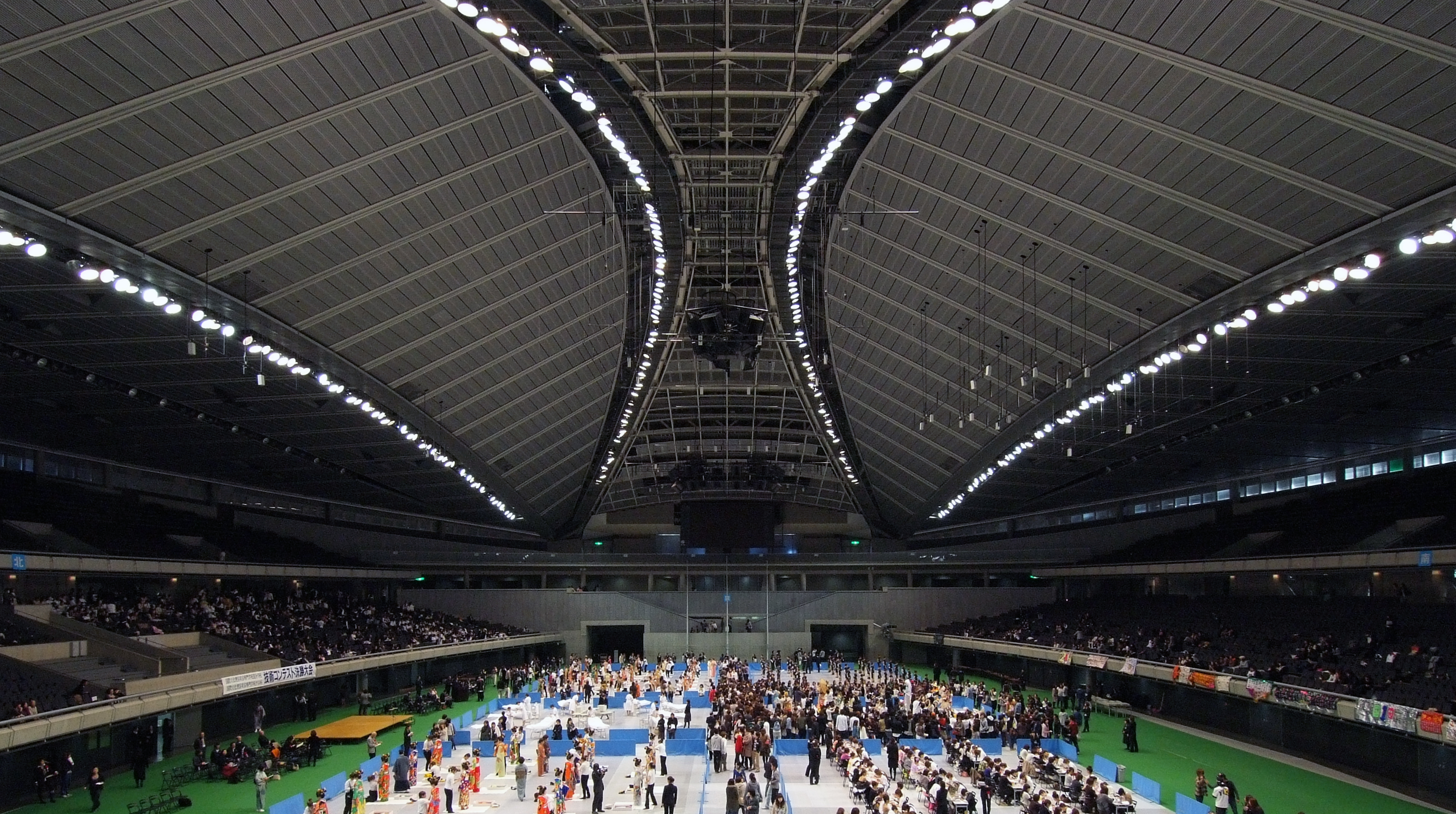
メインアリーナ

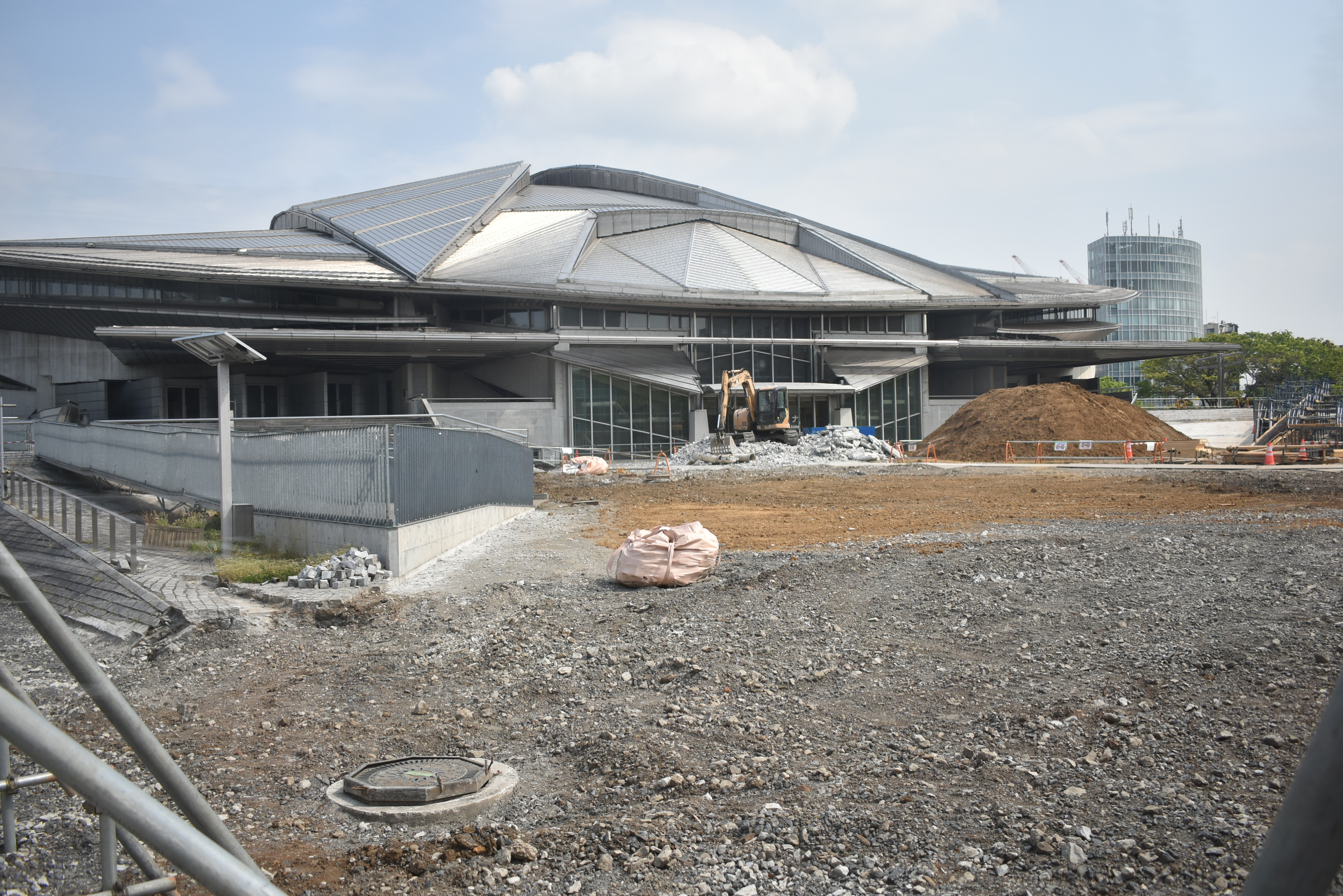
2020年東京オリンピック・パラリンピックに向け改修工事中（2019年4月21日撮影）

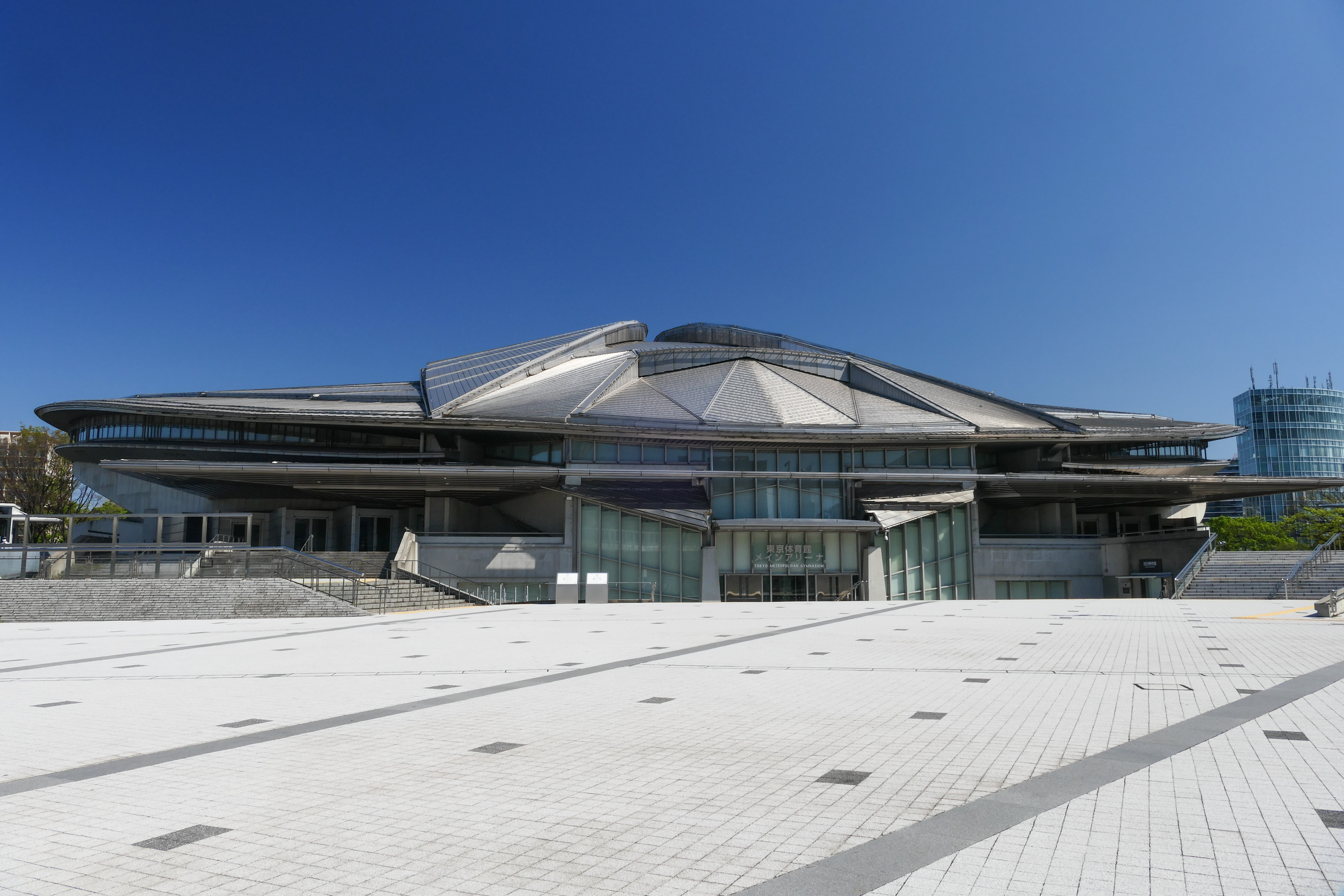
同上、改修工事完了（2024年4月10日撮影）

東京体育館（とうきょうたいいくかん、英: Tokyo Gymnasium）は、東京都渋谷区千駄ヶ谷一丁目にある東京都所有の体育館。指定管理者制度に則り、公益財団法人東京都スポーツ文化事業団（旧・東京都生涯学習文化財団）が運営する。

## 概要
徳川宗家が代々所有していた渋谷区千駄ヶ谷の土地・建物（買収時点では徳川家正が所有）を1943年（昭和18年）に当時の東京府が買収し「葵館」の名称で錬成道場として使用したのを端緒とする。第二次大戦後の駐留軍将校宿舎・将校クラブとしての使用を経て東京都収用委員会庁舎として使用されていた建物を取り壊し、新たに体育館として整備されたものである。当時、RC造2階建ての洋館が存在していたが、体育館建設のための移設を経て屋内水泳場建設時に解体された。
1956年（昭和31年）に体育館（東京都体育館）が、1958年（昭和33年）に屋内水泳場と陸上競技場が完成し、同年5月24日から6月1日にかけて1958年アジア競技大会（第3回アジア大会）のバスケットボール、水泳（競泳、飛板飛込、水球）競技の会場として使用された。体育館の総工費は3億5千万円（当時）。1964年（昭和39年）には、1964年東京オリンピックの体操競技、水球競技の会場として使用された。
老朽化のため1986年12月より1回目の改築工事に着手（この時点で東京都スポーツ文化事業団が施設運営に関与し始める）。幕張メッセの設計で知られる槇文彦の設計で1990年4月に東京体育館として全面改築オープンした。
2006年から指定管理者制度が導入され、東京都スポーツ文化事業団を代表企業としたコンソーシアム（株式会社ティップネス、株式会社オーエンスが経営に参画）により運営が行われている。同年5月27日に陸上競技場にフットサルコート（多目的コート）が設置された。特定非営利活動法人 MIPスポーツ・プロジェクトが運営している。
2012年、施設の老朽化のため2回目の改修工事が実施され、プールが4月1日より、その他の施設も7月1日より休館となった。2013年4月1日リニューアルオープン。これを記念して、同年3月24日に東京スポーツドリーム2013が開催された。なお改修工事期間中は、主要イベントは他会場を代替にして開催された。
2018年7月1日から2020年東京オリンピックに向けた3回目の改修工事が実施され休館となった。同オリンピック・パラリンピックでは卓球競技の会場として使用された。2021年12月18日よりメインアリーナ・サブアリーナ・トレーニングルーム・プールが、2022年2月11日より陸上競技場・多目的コートが再開された。

## 施設概要

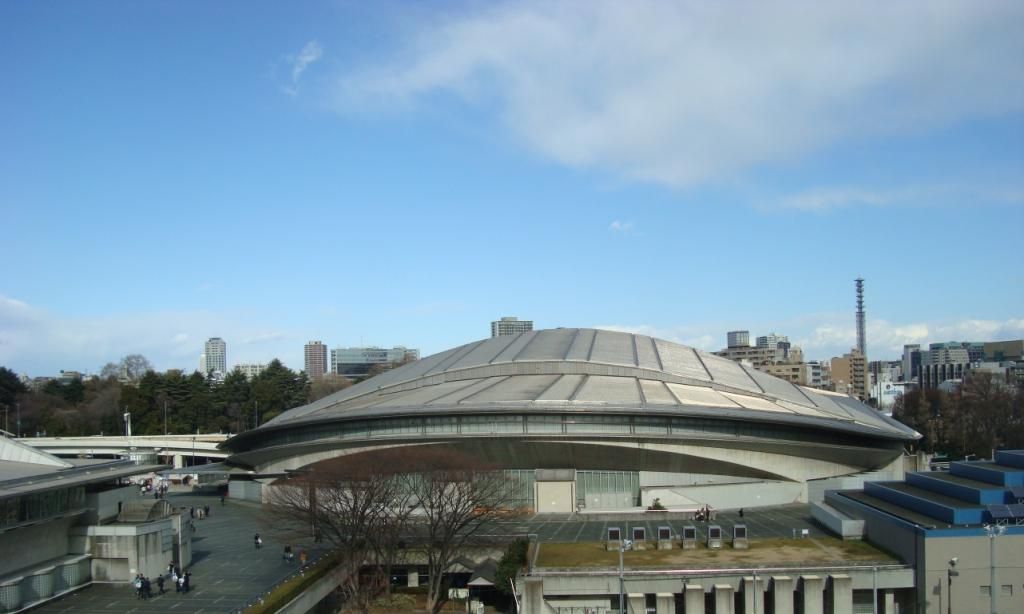

- メインアリーナ
バレーボール、バスケットボール、テニス、卓球、バドミントン、ハンドボール、室内陸上競技に使用可能な3,220m2のフロア面積を持つ大規模屋内競技施設。観覧席は最大9,308席（うち固定席5,178席）。
- サブアリーナ
バレーボール、バスケットボール、テニス、バドミントン、フットサルに使用可能な1,330m2フロア面積を持つ屋内競技施設（常設の観客席無し）。
- 屋内プール
50mプール（50m×8コース、水深1.2-2.2m、観覧席固定900席）と25mプール（25m×6コース、水深1.2-1.4m）の2つのプールを有する。
50mプールでは日本水球選手権が毎年行われていた。
- トレーニングルーム・リラックスルーム
- スタジオ
- 会議室（4室）
- 陸上競技場
一周200m（直線走路100m）×5レーンの全天候型トラック。夜間補助照明設置。
かつて隣接して存在した国立霞ヶ丘競技場陸上競技場（旧国立競技場）本体に日本陸連公認第1種陸上競技場の指定に必要な第3種相当の補助トラックが存在せず、当体育館の陸上競技場が事実上のサブトラックと見做されたことから、旧国立本体は第1種トラックの指定を受けていた。ただし規格が第3種相当に満たないため、それを補完する目的で、明治神宮外苑に隣接する代々木公園陸上競技場に第3種公認トラック（1周400m・直線100m各8レーン）がある。
- 多目的コート（フットサルコート）
陸上競技場のインフィールドをリニューアルして2022年2月に開場した。30m×20mの人工芝コート2面。夜間照明あり。
多目的コートの外周は天然芝で、陸上競技トラック利用者との共用ウォーミングアップスペースとなっている。

## 利用状況

### スポーツ競技
スポーツ競技大会で主に利用される。開催される大会としては以下のようなものがある。
- 全日本卓球選手権大会
- テニス日本リーグ
- 全日本ソフトテニス東京インドア
- 全日本女子選抜ソフトテニス大会
- 総理大臣杯全日本学生選抜ソフトテニス大会
- 全日本ソフトテニス大学王座決定戦
- Vリーグ（プレミアリーグ決勝戦含む）
- 全日本バレーボール小学生大会
- 全日本バレーボール高等学校選手権大会
- 全日本・全世界空手道選手権（フルコンタクト）
- 全国高等学校バスケットボール選手権大会
- 都民体育大会・東京都障がい者スポーツ大会合同開会式
- バレーボール世界選手権（1998・2006・2010）

また、プロボクシングの世界タイトルマッチ（1992年4月10日のWBA世界スーパーフライ級王座決定戦・1位鬼塚勝也VS2位タノムサク・シスボーベー（タイ）が新築竣工後、最初の使用であった）やプロレス（ただ改装前は日本プロレス・全日本プロレス・新日本プロレスなどが頻繁にビッグマッチを行っていたが、改装後は新両国国技館や有明コロシアムなど同規模他会場の利用が増えたことと規制強化のためプロレス興行はほぼ行われず、プロレス初使用となった1990年5月14日の全日本プロレス（この大会で二代目タイガーマスクに変身していた三沢光晴がマスクを脱ぎ捨てた）を始め、1992年（平成4年）のSWS、1994年LLPWの興行ぐらいしか例が無い）等、各種格闘技の興行やコンサート会場に使用される事もある。
東京都体育館時代の1970年、テニスの第1回「ザ・マスターズ（現・ATPファイナルズ）」が開催された。
1990年、NBA開幕戦フェニックス・サンズVSユタ・ジャズが開催され、北米4大プロスポーツリーグ史上初となる北米大陸外での公式戦となった。
2007年3月、世界フィギュアスケート選手権が当会場で開催された。
2007年11月、バレーボールワールドカップのメイン会場が初めて当会場に決定された（国立代々木第一体育館・1964年東京オリンピックプール）がアスベスト除去工事で使用不能となっていたため）。
2019年10月16 - 20日、車いすラグビーの国際大会「車いすラグビーワールドチャレンジ2019」（日本障がい者スポーツ協会、日本車いすラグビー連盟主催）が開催された。世界上位8ヵ国（日本、イギリス、フランス、ブラジル、オーストラリア、アメリカ、カナダ、ニュージーランド）が出場した。

### コンサート・イベント
東京都体育館時代にフジテレビ系列で放送されたスポーツバラエティ特別番組『オールスター紅白大運動会』の収録も、一部の回を除いてここで行われていた。
コンサートやそれに類するイベントでは日本武道館や代々木体育館・横浜アリーナなど首都圏での同規模の会場と比べると、あまり使用されない。開催されたものとしては下記のものがある。
- ヘルベルト・フォン・カラヤン指揮 ベルリン・フィルハーモニー管弦楽団 - 1957年11月22日（初来日時）
- ピンク・フロイド - 1972年3月6日・7日
- 沢田研二 - ヘイ!ジュリー ロックンロール・サーカス 1974年12月2日
- レインボー (バンド) - 1976年12月2日（初来日時）
- ポルノグラフィティ - 2002年から2004年までの3年間、毎年カウントダウンライブを行っていた[注釈 1]
- 松田聖子
- AAA
- ソナーポケット
- 小田和正 - 2014年7月12日・13日、2016年6月30日・7月1日
- THE IDOLM@STER 765PRO ALLSTARS - 2014年10月4日・5日[注釈 2]、2017年1月28日・29日[注釈 3]
- ケイティ・ペリー - 2015年4月25日・26日
- KARA - 2015年5月2日
- 吉川晃司 - KIKKAWA KOJI Live 2016 "WILD LIPS" 2016年8月27日、8月28日[10]
- ナイトメア - 2016年11月23日[11]
- 乃木坂46 - 2017年4月20日・21日・22日
- TWICE - 2017年7月2日 1日2公演実施
- SILENT SIREN
- Da-iCE
- 米津玄師 - 2022年9月23日・24日
- &TEAM
- TREASURE
- テヨン - The ODD Of LOVE in JAPAN 2023年7月8日・9日[12]
- FRUITS ZIPPER
- 緑黄色社会 - 2025年7月4日・5日、このコンサートの設営を一部利用して、翌6日にテレビ東京の番組のリアルイベント「川島明の辞書で呑む　THEライブ3」が開催された。[13]

## アクセス
JR中央・総武線「千駄ケ谷駅」又は都営地下鉄大江戸線「国立競技場駅」より徒歩1分。

## 開館時間
- プール・トレーニングルーム・陸上競技場（最終入場は閉館の1時間前）

平日9:00-23:00 土曜日9:00-22:00 日曜日・祝日9:00-21:00